# Claus (książę holenderski)
Claus, książę Niderlandów, właśc. Claus George Willem Otto Frederik Geert van Amsberg (ur. 6 września 1926 w Hitzacker, zm. 6 października 2002 w Amsterdamie) – małżonek królowej Holandii Beatrycze.

## Życiorys
Claus-Georg Wilhelm Otto Friedrich Gerd von Amsberg urodził się w Hitzacker w Dolnej Saksonii w Niemczech, jako drugie z siedmiorga dzieci i jedyny syn Clausa von Amsberga i Gosty von dem Bussche-Haddenhausen. Był spokrewniony m.in. z rodzinami: von Bülow, von Moltke, Blücher, von Arnim, von Rantzau, von Dönhoff. Nauki pobierał w Bad Doberan w Meklemburgii, Międzyzdrojach na Pomorzu w sławnej elitarnej Baltenschule (1938–1942) i ówczesnej Tanganice. W czasie II wojny światowej (1939–1945) Claus służył w Jungvolk i Hitlerjugend. Od sierpnia 1943 do stycznia 1944 służył jako pomocnik w marynarce koło Kilonii. Od stycznia do marca 1944 służył w RAD w Königsbergu. W lipcu tego roku udało mu się skończyć szkołę. Służbę wojskową odbywał w Rezerwach 6 Dywizji Pancernej w Danii i w 90 Dywizji Pancernej we Włoszech. Nie brał udziału w walkach. Został schwytany przez Amerykanów koło Merano i wysłany do obozu jenieckiego. We wrześniu 1945 został przeniesiony do amerykańskiej bazy koło Amershaw w Wielkiej Brytanii. Powrócił do Hitzacker w grudniu 1945. Został całkowicie oczyszczony przez sąd w kwestii przynależności do młodzieżowych organizacji nazistowskich.

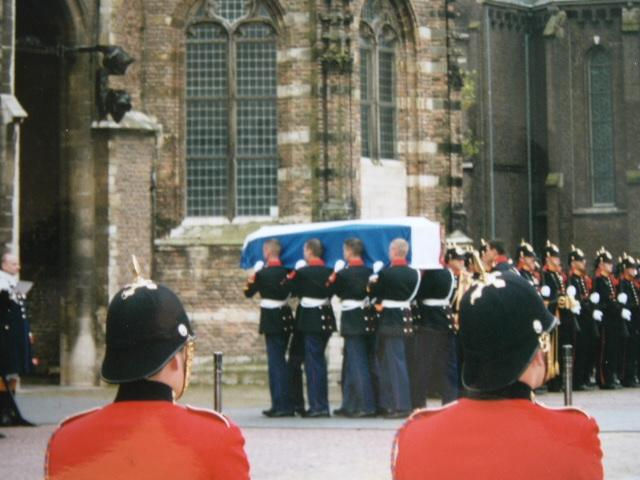
Pogrzeb księcia Clausa w Delfcie

Ukończył studia na Uniwersytecie w Hamburgu na wydziale Prawa i Nauk Politycznych, zdając egzamin asesorski w 1956. Praktykował w Niemczech i Stanach Zjednoczonych. W 1957 dostał się do Niemieckiej Służby Zagranicznej, a rok później do Służby Dyplomatycznej. Pracował w ambasadach niemieckich w Santo Domingo, Republice Dominikany, Afryce. W latach 60. pracował w Ministerstwie Spraw Zagranicznych w Bonn, gdzie odpowiadał za stosunki gospodarcze z Afryką.
Claus i księżniczka Beatrycze poznali się latem 1964 na przyjęciu z okazji ślubu księżniczki Tatiany Wittgenstein z księciem Moritzem Heskim. Znajomość następczyni tronu Holandii z niemieckim dyplomatą wywołało oburzenie w Holandii. Zaręczyny ogłoszono 28 czerwca 1965. W listopadzie parlament holenderski wyraził zgodę na to małżeństwo. 8 grudnia 1965 Claus otrzymał obywatelstwo holenderskie. Ślub pary odbył się 10 marca 1966 w Westerkerk przy licznych protestach Holendrów. W tym dniu Claus otrzymał tytuł księcia Niderlandów i Jonkheera van Amsberg. Para rezydowała w Zamku Drakensteyn w Lage Vuursche. Od 1963 mieszkała tam księżniczka Beatrix.

## Potomstwo
- książę Wilhelm-Aleksander, król Holandii od 2013 (ur. 27 kwietnia 1967), żonaty z Maximą Zorreguietą Cerruti (ur. 17 maja 1971)
- książę Jan Friso (ur. 25 września 1968, zm. 12 września 2013), żonaty z Mabel Wisse Smit (ur. 11 sierpnia 1968)
- książę Konstantyn (ur. 11 października 1969), żonaty z Laurentien Brinkhorst (ur. 25 maja 1966)

Z biegiem czasu książę Claus został zaakceptowany przez Holendrów i był jednym z najpopularniejszych członków rodziny królewskiej. Poświęcił się służbie dla narodu, wykorzystując swoje doświadczenia jako dyplomata. W kręgu jego zainteresowań były sprawy Trzeciego Świata.
30 kwietnia 1980 w Pałacu Królewskim w Amsterdamie, panująca królowa Juliana abdykowała na rzecz swej najstarszej córki, księżniczki Beatrix.
Książę miał wiele kłopotów ze zdrowiem. Cierpiał na depresję, raka i chorobę Parkinsona. Zmarł 6 października 2002 po długiej chorobie w szpitalu uniwersyteckim w Amsterdamie. Został pochowany w krypcie królewskiej w Nieuwe Kerk w Delfcie.